# دیک اسکوبی
فرنسیس ریچارد 'دیک' سکوبی (به انگلیسی: Francis Richard "Dick" Scobee) متولد ۱۹۳۹ در ایالت واشینگتن (ایالت)، فضانورد و افسر نیروی هوایی آمریکا بود.
سکوبی که سرهنگ نیروی هوایی ایالات متحده آمریکا بود در پایگاه هوایی کلی آموزش دید، و در جنگ ویتنام به‌عنوان خلبان نیروی هوایی شرکت داشت.
وی دانش آموخته کالج سن آنتونیو و دانشگاه آریزونا در رشته مهندسی هوافضا بود.
سکوبی فرمانده ماموریت STS-۵۱ فضاپیمای چلنجر بود که در ژانویه ۱۹۸۶ در حال برخاستن از فلوریدا دچار سانحه گردید.
کالج سن آنتونیو به افتخار وی، پلنتریوم دانشگاه را به نام او نامگذاری کرده.

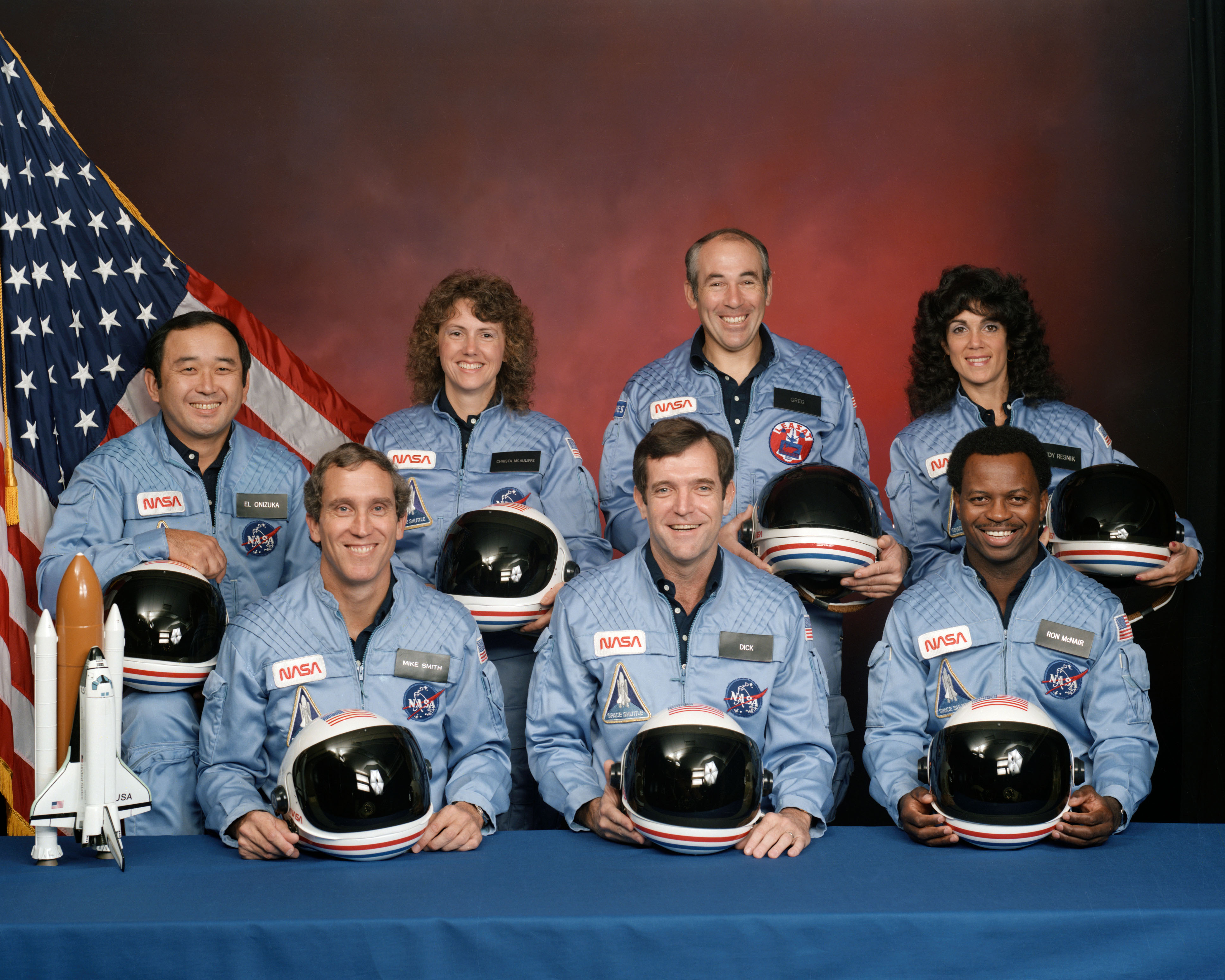
سرنشینان آخرین ماموریت چلنجر